# Райнкопф
Райнкопф — французская вершина массива Вогезы, регион Эльзас, департамент Верхний Рейн. Расположена в 4 км южнее Онека.
Вершина этой горы представляет собой покатый склон с двух сторон, с отвесно подступающим косогором с другой стороны. По ней проходит пешеходная тропа.
На горе присутствует типичная альпийская флора и фауна.
Вершина находится в точке, в которой Вогезы распадаются на два отрога: дугообразная цепь на юго-востоке к горе Гран-Баллон и на юг к горе Баллон-д'Альзас. Между этими линиями хребтов в глубине протекает река Тюр. На севере располагается гора Гран-Вантрон, принадлежащая уже Лотарингии.
Через эту гору проходит большое количество маршрутов туристических походов к горам Онек, Ротенбахкопф, Гран-Вантрон, к озеру Альтенвайер.